# Dagmar Ranmark
Dagmar Ranmark, född 16 februari 1899 i Stockholm, död 29 januari 1986 i Bro församling, Värmlands län,  var en svensk folkskollärare och politiker.
Ranmark avlade folkskollärarexamen 1923 och blev rektor 1952. Hon var ledamot av riksdagens första kammare från 1953, invald i Värmlands läns valkrets.